# 矮毛茛
矮毛茛（学名：Ranunculus pseudopygmaeus）为毛茛科毛茛属下的一个种。

## 扩展阅读
維基物種上的相關：矮毛茛